# Kayak-polo en France
Le kayak-polo, seul sport collectif du canoë-kayak, est géré en France par la Fédération française de canoë-kayak.

## Organisation
La commission nationale de kayak-polo gère, sous le contrôle de la fédération, les championnats masculins de Nationale 1, de Nationale 2, de Nationale 3 et des interrégions. Elle prend également en charge la Nationale 1 féminine et Nationale 2 féminine, ainsi que la Coupe de France.
Les championnats régionaux sont gérés par les commissions régionales de kayak-polo, sous le contrôle des comités régionaux de canoë-kayak. Ceux-ci, contrairement aux championnats de France, peuvent-être mixtes.
L'équipe de France de kayak-polo masculin et l'équipe de France de kayak-polo féminin représentent la France dans les compétitions internationales.
Au niveau des clubs, le championnat de France se tient depuis 1984. Aujourd'hui, les principales compétitions masculines sont la Nationale 1 et la Coupe de France.
Côté féminin, la principale compétition est la Nationale 1 féminine.

## Présentation
Le championnat de France masculin de kayak-polo a été créé en 1984.
Aujourd'hui, il existe plusieurs championnats en France :
- Championnats masculins
  - Nationale 1 masculine (N1H)
  - Nationale 2 masculine (N2H)
  - Nationale 3 masculine (N3H), divisé en 2 zones
  - Interrégionale masculine, divisé en 4 zones
- Championnats féminins
  - Nationale 1 féminine (N1F)
  - Nationale 2 féminine (N2F)
- Championnats mixtes
  - Régional

Les championnats se déroulent généralement de mars à juillet, où les équipes disputent en moyenne 4 matchs durant le week-end. Leur fonctionnement est comme celui des autres sports, il y a des matchs aller et retour puis un classement est fait en fin de saison. Des finales montantes et descendantes sont organisées à la fin de saison pour faire rencontrer les meilleurs de chaque zone pour identifier les équipes qui montent, et les équipes en bas de classement pour identifier les équipes qui descendent. Lors de cette phase finale, un « tournoi des As » est organisé entre les meilleures équipes de N1.
Les championnats de France N1 et N1F regroupent les 14 meilleures équipes françaises. Condé-sur-Vire domine le championnat masculin N1 depuis 2002, finissant à chaque fois en tête du classement depuis 2004. L'équipe ayant remporté le plus de fois ce championnat est Pont-d'Ouilly qui le remporta à 10 reprises.

## Niveaux

### Masculin
| Niveau | Division                                 | Division                                 | Division                                   | Division                                   | Division                                  | Division                                  | Division                                 | Division                                 |
| ------ | ---------------------------------------- | ---------------------------------------- | ------------------------------------------ | ------------------------------------------ | ----------------------------------------- | ----------------------------------------- | ---------------------------------------- | ---------------------------------------- |
| 1      | Nationale 1 14 équipes                   | Nationale 1 14 équipes                   | Nationale 1 14 équipes                     | Nationale 1 14 équipes                     | Nationale 1 14 équipes                    | Nationale 1 14 équipes                    | Nationale 1 14 équipes                   | Nationale 1 14 équipes                   |
| 2      | Nationale 2 14 équipes                   | Nationale 2 14 équipes                   | Nationale 2 14 équipes                     | Nationale 2 14 équipes                     | Nationale 2 14 équipes                    | Nationale 2 14 équipes                    | Nationale 2 14 équipes                   | Nationale 2 14 équipes                   |
| 3      | Nationale 3 Zone A 7 équipes             | Nationale 3 Zone A 7 équipes             | Nationale 3 Zone A 7 équipes               | Nationale 3 Zone A 7 équipes               | Nationale 3 Zone B 7 équipes              | Nationale 3 Zone B 7 équipes              | Nationale 3 Zone B 7 équipes             | Nationale 3 Zone B 7 équipes             |
| 4      | Inter-région Zone EST Jusqu'à 14 équipes | Inter-région Zone EST Jusqu'à 14 équipes | Inter-région Zone OUEST Jusqu'à 14 équipes | Inter-région Zone OUEST Jusqu'à 14 équipes | Inter-région Zone NORD Jusqu'à 14 équipes | Inter-région Zone NORD Jusqu'à 14 équipes | Inter-région Zone SUD Jusqu'à 14 équipes | Inter-région Zone SUD Jusqu'à 14 équipes |

### Féminin
| Niveau | Division                       | Division                       | Division                       | Division                       | Division                       | Division                       | Division                       | Division                       |
| ------ | ------------------------------ | ------------------------------ | ------------------------------ | ------------------------------ | ------------------------------ | ------------------------------ | ------------------------------ | ------------------------------ |
| 1      | Nationale 1 14 équipes         | Nationale 1 14 équipes         | Nationale 1 14 équipes         | Nationale 1 14 équipes         | Nationale 1 14 équipes         | Nationale 1 14 équipes         | Nationale 1 14 équipes         | Nationale 1 14 équipes         |
| 2      | Nationale 2 Jusqu'à 14 équipes | Nationale 2 Jusqu'à 14 équipes | Nationale 2 Jusqu'à 14 équipes | Nationale 2 Jusqu'à 14 équipes | Nationale 2 Jusqu'à 14 équipes | Nationale 2 Jusqu'à 14 équipes | Nationale 2 Jusqu'à 14 équipes | Nationale 2 Jusqu'à 14 équipes |

## Liste des champions de France
| Année | Club           |
| ----- | -------------- |
| 1981  |                |
| 1982  |                |
| 1983  |                |
| 1984  | Pont-d'Ouilly  |
| 1985  | Lochrist       |
| 1986  | Lochrist       |
| 1987  | Pont-d'Ouilly  |
| 1988  | Pont-d'Ouilly  |
| 1989  | Pont-d'Ouilly  |
| 1990  | Saint-Grégoire |

| Année | Club           |
| ----- | -------------- |
| 1991  | Saint-Grégoire |
| 1992  | Pont-d'Ouilly  |
| 1993  | Pont-d'Ouilly  |
| 1994  | Pont-d'Ouilly  |
| 1995  | Saint-Grégoire |
| 1996  | Saint-Grégoire |
| 1997  | Thury-Harcourt |
| 1998  | Pont-d'Ouilly  |
| 1999  | Agen           |
| 2000  | Pont-d'Ouilly  |

| Année | Club           |
| ----- | -------------- |
| 2001  | Pont-d'Ouilly  |
| 2002  | Condé-sur-Vire |
| 2003  | Agen           |
| 2004  | Condé-sur-Vire |
| 2005  | Condé-sur-Vire |
| 2006  | Condé-sur-Vire |
| 2007  | Condé-sur-Vire |
| 2008  | Condé-sur-Vire |
| 2009  | Condé-sur-Vire |
| 2010  | Condé-sur-Vire |

| Année | Club           |
| ----- | -------------- |
| 2011  | Condé-sur-Vire |
| 2012  | Montpellier    |
| 2013  | Montpellier    |
| 2014  | Condé-sur-Vire |
| 2015  | Montpellier    |
| 2016  | Montpellier    |
| 2017  | Saint-Grégoire |
| 2018  | Montpellier    |
| 2019  | Montpellier    |
| 2020  | Saint-Grégoire |

| Année | Club           |
| ----- | -------------- |
| 1981  |                |
| 1982  |                |
| 1983  |                |
| 1984  | Pont-d'Ouilly  |
| 1985  | Lochrist       |
| 1986  | Lochrist       |
| 1987  | Pont-d'Ouilly  |
| 1988  | Pont-d'Ouilly  |
| 1989  | Pont-d'Ouilly  |
| 1990  | Saint-Grégoire |

| Année | Club           |
| ----- | -------------- |
| 1991  | Saint-Grégoire |
| 1992  | Pont-d'Ouilly  |
| 1993  | Pont-d'Ouilly  |
| 1994  | Pont-d'Ouilly  |
| 1995  | Saint-Grégoire |
| 1996  | Saint-Grégoire |
| 1997  | Thury-Harcourt |
| 1998  | Pont-d'Ouilly  |
| 1999  | Agen           |
| 2000  | Pont-d'Ouilly  |

| Année | Club           |
| ----- | -------------- |
| 2001  | Pont-d'Ouilly  |
| 2002  | Condé-sur-Vire |
| 2003  | Agen           |
| 2004  | Condé-sur-Vire |
| 2005  | Condé-sur-Vire |
| 2006  | Condé-sur-Vire |
| 2007  | Condé-sur-Vire |
| 2008  | Condé-sur-Vire |
| 2009  | Condé-sur-Vire |
| 2010  | Condé-sur-Vire |

| Année | Club           |
| ----- | -------------- |
| 2011  | Condé-sur-Vire |
| 2012  | Montpellier    |
| 2013  | Montpellier    |
| 2014  | Condé-sur-Vire |
| 2015  | Montpellier    |
| 2016  | Montpellier    |
| 2017  | Saint-Grégoire |
| 2018  | Montpellier    |
| 2019  | Montpellier    |
| 2020  | Saint-Grégoire |

| Année | Club       |
| ----- | ---------- |
|       |            |
| 1992  | Saint-Omer |
| 1993  | Saint-Omer |
| 1994  | Saint-Omer |
| 1995  | Saint-Omer |
| 1996  | Saint-Omer |
| 1997  | Saint-Omer |
| 1998  | Saint-Omer |
| 1999  | Saint-Omer |
| 2000  | Saint-Omer |

| Année | Club                      |
| ----- | ------------------------- |
| 2001  | Saint-Omer                |
| 2002  | Saint-Omer                |
| 2003  | Acigné                    |
| 2004  | Acigné                    |
| 2005  | Acigné                    |
| 2006  | La Réunion                |
| 2007  | Niagara                   |
| 2008  | Niagara                   |
| 2009  | Tarbes Auch Midi-Pyrénées |
| 2010  | Saint-Omer                |

| Année | Club                      |
| ----- | ------------------------- |
| 2011  | Tarbes Auch Midi-Pyrénées |
| 2012  | CD Loire-Atlantique       |
| 2013  | Montpellier               |
| 2014  | CD Loire-Atlantique       |
| 2015  | CD Loire-Atlantique       |
| 2016  | Montpellier               |
| 2017  | Montpellier               |
| 2018  | CD Loire-Atlantique       |
| 2019  | Canoë-club d'Avranches    |
| 2020  | Canoë-club d'Avranches    |
| 2021  | Canoë-club d'Avranches    |
| 2022  | Canoë-club d'Avranches    |
| 2023  | Canoë-club d'Avranches    |
| 2024  | Acigné I                  |

| Année | Club       |
| ----- | ---------- |
|       |            |
| 1992  | Saint-Omer |
| 1993  | Saint-Omer |
| 1994  | Saint-Omer |
| 1995  | Saint-Omer |
| 1996  | Saint-Omer |
| 1997  | Saint-Omer |
| 1998  | Saint-Omer |
| 1999  | Saint-Omer |
| 2000  | Saint-Omer |

| Année | Club                      |
| ----- | ------------------------- |
| 2001  | Saint-Omer                |
| 2002  | Saint-Omer                |
| 2003  | Acigné                    |
| 2004  | Acigné                    |
| 2005  | Acigné                    |
| 2006  | La Réunion                |
| 2007  | Niagara                   |
| 2008  | Niagara                   |
| 2009  | Tarbes Auch Midi-Pyrénées |
| 2010  | Saint-Omer                |

| Année | Club                      |
| ----- | ------------------------- |
| 2011  | Tarbes Auch Midi-Pyrénées |
| 2012  | CD Loire-Atlantique       |
| 2013  | Montpellier               |
| 2014  | CD Loire-Atlantique       |
| 2015  | CD Loire-Atlantique       |
| 2016  | Montpellier               |
| 2017  | Montpellier               |
| 2018  | CD Loire-Atlantique       |
| 2019  | Canoë-club d'Avranches    |
| 2020  | Canoë-club d'Avranches    |
| 2021  | Canoë-club d'Avranches    |
| 2022  | Canoë-club d'Avranches    |
| 2023  | Canoë-club d'Avranches    |
| 2024  | Acigné I                  |

## Localisation des équipes
Cette carte présente l'ensemble des équipes métropolitaines inscrites dans un championnat de France.
| \| Quatre équipes Trois équipes Deux équipes Une équipe \| |
| Quatre équipes Trois équipes Deux équipes Une équipe       |

Localisation des équipes des championnats de France de kayak-polo 2009-2010, tous niveaux confondus